# Phytologist: a popular botanical miscellany
Phytologist: a popular botanical miscellany, abreviado Phytologist, fue una revista con ilustraciones y descripciones botánicas que fue editada en Londres. Se publicaron 2 series desde 1844 hasta 1863.